# Banaybanay

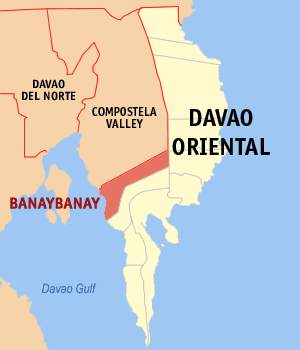
Bản đồ của Davao Oriental với vị trí của Banaybanay

Banaybanay là một đô thị hạng 3 ở tỉnh Davao Oriental, Philippines. Theo điều tra dân số năm 2000, đô thị này có dân số 33.714 người trong 6.448 hộ.

## Các đơn vị hành chính
Banaybanay được chia thành 14 barangay.
- Cabangcalan
- Caganganan
- Calubihan
- Causwagan
- Punta Linao
- Mahayag
- Maputi
- Mogbongcogon
- Panikian
- Pintatagan
- Piso Proper
- Poblacion
- San Vicente
- Rang-ay